# Itaú (Tarija)
Itaú ist eine Ortschaft im Departamento Tarija im südamerikanischen Andenstaat Bolivien.

## Lage im Nahraum
Itaú ist zentraler Ort im Kanton Itaú im Municipio Caraparí im südwestlichen Teil der Provinz Gran Chaco. Die Ortschaft liegt auf einer Höhe von 990 m an der Mündung des Río El Sauce in den Río Itaú, der flussabwärts zum Río Grande de Tarija wird. Der Ort liegt zwischen den nord-südlich verlaufenden Voranden-Ketten der Serranía Suaruro und der Serranía Aguaragüe.

## Geographie
Itaú liegt zwischen den bolivianischen Anden-Ketten im Westen und dem Tiefland des subtropischen Gran Chaco im Osten. Das Klima ist subtropisch mit heißem feuchten Sommer und mäßig warmem und trockenen Winter.
Die Jahresdurchschnittstemperatur liegt bei knapp 22 °C, die durchschnittlichen Monatswerte schwanken zwischen 15 °C im Juni/Juli und 26 °C im Januar (siehe Klimadiagramm Yacuiba). Der Jahresniederschlag beträgt knapp 1100 mm, bei einer viermonatigen Trockenzeit von Juni bis September mit Monatsniederschlägen unter 15 mm und einer Feuchtezeit von Dezember bis März mit 160–200 mm Monatsniederschlag.

## Verkehrsnetz
Itaú liegt in einer Entfernung von 220 Straßenkilometern östlich von Tarija, der Hauptstadt des Departamentos.
Von Itaú aus führt eine unbefestigte Landstraße 23 Kilometer in nördlicher Richtung über Zapatera Norte bis zur Nationalstraße Ruta 29, die aus südlicher Richtung kommend von Caraparí über Acheral nach Palos Blancos führt und dort auf die Ruta 11 trifft. Diese führt 173 Kilometer nach Westen und trifft acht Kilometer vor Tarija auf die Ruta 1, die von dort aus nach Norden den gesamten Altiplano durchquert und über die Großstädte Potosí, Oruro und El Alto schließlich Desaguadero an der peruanischen Grenze erreicht.

## Bevölkerung
Die Einwohnerzahl der Ortschaft ist im vergangenen Jahrzehnt leicht angestiegen:
| Jahr | Einwohner         | Quelle       |
| ---- | ----------------- | ------------ |
| 1992 | keine Detaildaten | Volkszählung |
| 2001 | 282               | Volkszählung |
| 2012 | 319               | Volkszählung |
| 2024 |                   | Volkszählung |